# Трецци, Аурелио
Ауре́лио Тре́цци (итал. Aurelio Trezzi; 1564 — 25 января 1626, Милан) — итальянский архитектор. Работал в Милане и его окрестностях. Среди его построек — преимущественно церковные здания.

## Биография
Родился, вероятно, в Милане или в одном из близлежащих городков в 1564 году. Впервые упоминается в 1585 году как участник строительных работ в церкви Сан-Далмацио. Начиная с 1588—1589 годов обучался архитектуре в Миланском колледже инженеров и архитекторов (итал. Collegio ingegneri e architetti di Milano). С 1595 года выполнял многие работы для миланских облатов, первой из которых были работы в церкви Санто-Сеполькро. 31 декабря 1592 года избирался архитектором Фабрики Миланского собора, вторично был избран на этот пост в 1604 году. В 1598 году принимал участие в возведении в Милане триумфальных Римских ворот, построенных в честь прибытия Маргариты Австрийской, которая была обручена с испанским королём Филиппом III. 

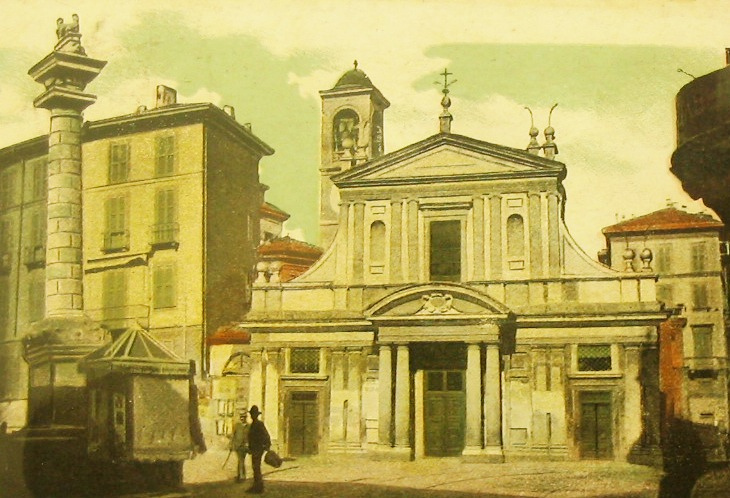
Миланская базилика Сан-Бабила с фасадом по проекту Аурелио Трецци. Изображение конца XIX века

С 1598 по 1612 годы занимался проектированием и перестройкой фасада церкви Сан-Бабила в барочном стиле. Этот фасад просуществовал вплоть до его сноса и заменой фасадом в неороманском стиле в начале XX века. Между 1600 и 1610 годами трижды принимал участие в различных строительных работах в миланской церкви Санта-Мария-Сегрета. В 1602 году был назначен архитектором по строительству церкви Беата-Верджине-Аддолората в Ро. С 1607 по 1610 годы принимал участие в строительстве здания для Амброзианской библиотеки. В 1607 году подготовил проект для церкви в Сеттале. С 1608 по 1615 годы, а затем в 1625 году принимал участие в строительстве больницы и церкви монахов-бонифатров. В 1611 году вместе с Толомео Ринальди производил реконструкцию Верцьерской колонны. 
Помимо вышеприведённых построек, участие в которых Аурелио Трецци документально подтверждено с достаточно высокой долей вероятности, он также упоминается без подробностей и в документах, относящихся к работе на многих других объектах. Также известно, что Трецци привлекался для проведения измерительных работ, оценок, консультаций и технических экспертиз многих других объектов. Последним крупным делом Аурелио Трецци был проект работ в базилике Сан-Лоренцо-Маджоре, которым он занимался с 1623 по конец 1625 года. Чертежи данного проекта являются, по всей видимости, единственными сохранившимися собственноручными чертежами архитектора. Он не успел его окончить, поскольку скончался 25 января 1626 года; работы завершал архитектор Франческо Мария Рикини. По всей видимости, Аурелио Трецци не имел ни жены, ни детей, поскольку согласно составленному за несколько дней до смерти завещанию, своим единственным наследником он назначил своего ученика Джованни Баттиста Бинаго. Значительную часть своего имужества архитектор также передавал различным церковным организациям.